# Avenue Guillaume Keyen
L'avenue Guillaume Keyen est une avenue bruxelloise de la commune d'Auderghem qui relie l'allée des Colzas à la chaussée de Wavre sur une longueur de 100 mètres.

## Historique et description
Le 6 juin 1925, on inaugura le chemin reliant la chaussée de Wavre et le Sloordelleveld sous le nom d' avenue Guillaume Keyen, brigadier né le 17 août 1889 à Auderghem, mort de ses blessures le 9 septembre 1915 à l'hôpital de Hoogstade lors de la première guerre mondiale.
- Premier permis de bâtir délivré le 30 janvier 1926 pour le n° 16.